# Болхунский район
Болхунский район — административно-территориальная единица, существовавшая в Астраханской губернии Союза ССР.
В 1925 году в Астраханской губернии были упразднены уезды и волости, вместо них образованы районы и сельсоветы. Болхунский район был образован в июле 1925 года из волостей Енотаеского уезда — полностью Болхунской и Золотухинской. 
В состав района входили сельсоветы: Рождественский (село Рождественка), Ново-Николаевский (село Ново-Николаевка), Болхунский (село Болхуны), Сокрутовский (село Сокрутовка), Удачновский (село Удачное), Пироговский (село Пироговка), Золотухинский (село Золотуха).
21 мая 1928 года было принято решение об упразднении губернии и передачи территории в состав образуемой Нижне-Волжской области. В июне того же года территория упразднённого района вошла в состав Астраханского округа: Рождественский, Ново-Николаевский, Болхунский и Сокрутовский сельсоветы — в состав Владимировского района; Удачновский, Пироговский и Золотухинский сельсоветы — в состав Харабалинского района.